# コート・スクエア駅
コート・スクエア駅（Court Square）はニューヨーク市地下鉄の複合駅であり、INDクロスタウン線・IRTフラッシング線・INDクイーンズ・ブールバード線が駅舎を共有している。クイーンズ区ロングアイランド・シティのワン・コート・スクエアの近くにあり、以下の各系統が乗り入れている。
- 7系統、E系統およびG系統：終日
- M系統：平日
- <7>系統：ラッシュ時の混雑方向

コート・スクエア駅は以下の3駅を統合した駅である。
- INDクイーンズ・ブールバード線 23丁目-エリー・アベニュー駅（23rd Street–Ely Avenue）
- INDクロスタウン線 ロングアイランド・シティ-コート・スクエア駅（Long Island City–Court Square）
- IRTフラッシング線 45番ロード-コート・ハウス・スクエア駅（45th Road–Court House Square）

ワン・コート・スクエアにシティバンクのオフィスタワーが開業した際、クイーンズ・ブールバード線とクロスタウン線への地下連絡通路が作られた。
2001年12月16日にクイーンズ・ブールバード線がIND63丁目線と直通するようになると、平日運転のG系統はコート・スクエア駅止めとなった。クイーンズ区に向かうクロスタウン線の利用者のため、フラッシング線への無料改札外乗換が導入された。
2011年6月3日には4700万ドルを投じてクロスタウン線とフラッシング線の間のADA対応連絡通路が整備され、両駅ともコート・スクエア駅に改称された。一方、ADA対応でないクイーンズ・ブールバード線の駅はコート・スクエア-23丁目駅に改称された。

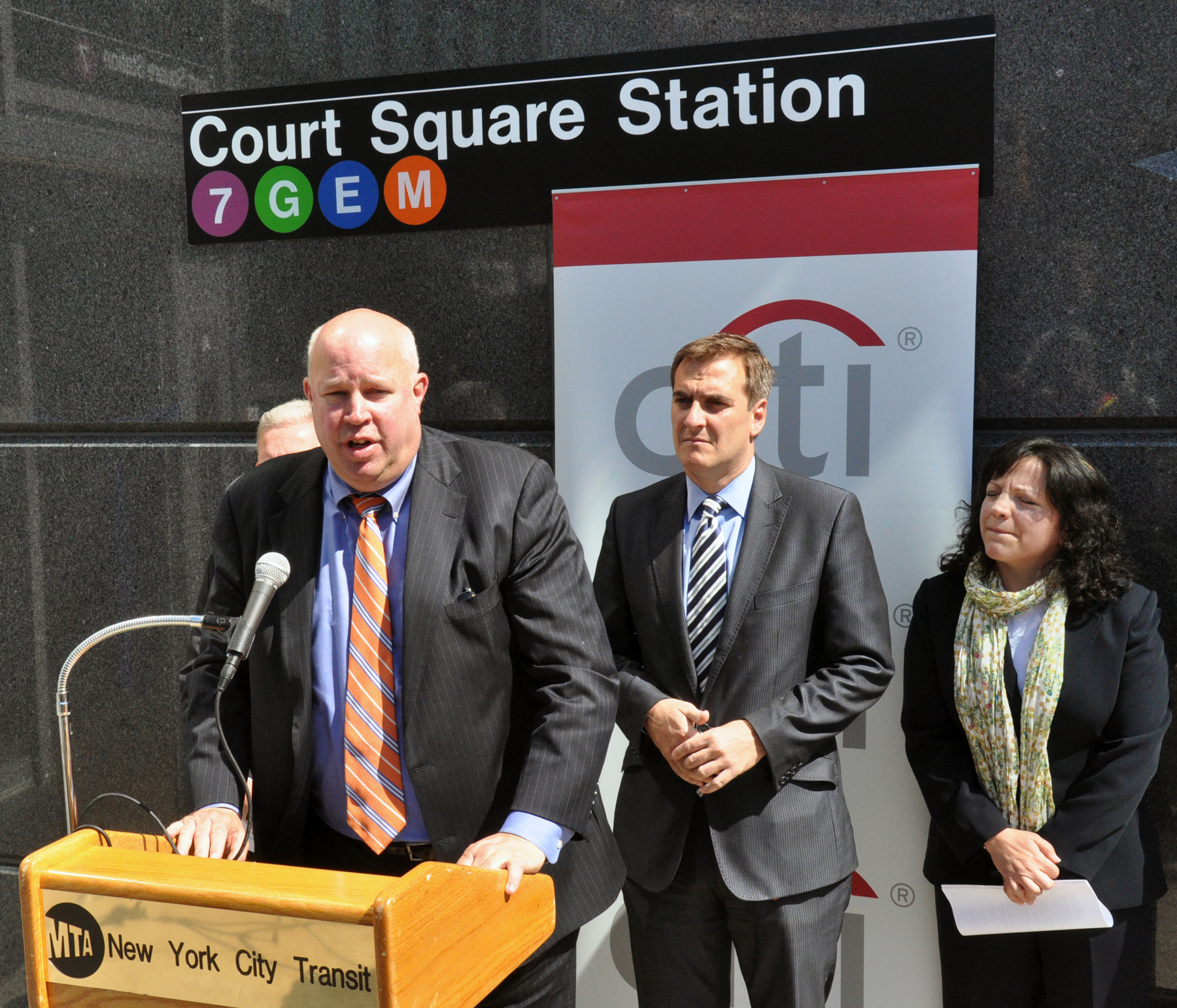
複合駅の開業を宣言するトーマス・プレンダーガストNYCT会長

## 駅構造
| 2F | 相対式ホーム、右側ドアが開く | 相対式ホーム、右側ドアが開く |
| 2F | 南行線 | ← 34丁目-ハドソン・ヤード駅行き（ハンターズ・ポイント・アベニュー駅）                                                                                   |
| 2F | 北行線 | → フラッシング-メイン・ストリート駅行き（クイーンズボロ・プラザ駅）→                                                                                    |
| 2F | 相対式ホーム、右側ドアが開く | |
| 1F | 改札、駅員詰所、メトロカード販売機 （23丁目-ジャクソン・アベニュー交差点の北東角にエレベーターあり。IRTフラッシング線以外への乗換は車椅子非対応） | 改札、駅員詰所、メトロカード販売機 （23丁目-ジャクソン・アベニュー交差点の北東角にエレベーターあり。IRTフラッシング線以外への乗換は車椅子非対応）       |
| G  | 地上階 | 出入口 |
| B1 | 改札、駅員詰所、メトロカード販売機 | 改札、駅員詰所、メトロカード販売機 |
| B1 | 動く歩道と連絡通路：IRTフラッシング線 - IND各線ホーム間                                                                                           | |
| B2 | 相対式ホーム、右側ドアが開く | 相対式ホーム、右側ドアが開く |
| B2 | 南行線 | ← ワールド・トレード・センター駅行き（レキシントン・アベニュー-53丁目駅） ← 平日：メトロポリタン・アベニュー駅行き（レキシントン・アベニュー-53丁目駅） |
| B2 | 北行線 | → ジャマイカ・センター駅行き（クイーンズ・プラザ駅）→ 平日：フォレスト・ヒルズ-71番街駅行き（クイーンズ・プラザ駅）→                                    |
| B2 | 相対式ホーム、右側ドアが開く | |
| B2 | ホーム間に隙間あり | |
| B2 | 南行線 | ← チャーチ・アベニュー駅行き（21丁目駅） |
| B2 | 島式ホーム、南行線は左側、北行線は右側ドアが開く                                                                                                  | |
| B2 | 北行線 | ← チャーチ・アベニュー駅行き（21丁目駅） → （定期列車なし：クイーンズ・プラザ駅） →                                                                     |

## IRTフラッシング線
IRTフラッシング線コート・スクエア駅（Court Square）は相対式ホーム2面2線の高架駅で、1916年11月5日に開業した当時は45番ロード-コート・ハウス・スクエア駅（45th Road–Court House Square）であった。2005年にアメリカ合衆国国家歴史登録財に登録された。ホームには緑色のフレームと支柱で支えられた茶色の屋根とベージュ色の防風壁が設けられている。屋根はホーム北端の一部を除くホーム全体にかかっている。ニューヨーク市地下鉄で標準的な黒地に白でレタリングを施した駅名標が取り付けられている。
ホーム南端の線路下に高架駅舎があり、ホームから1人幅の階段を降りたところに待合所とホーム間連絡通路、自動改札機が設けられている。改札を出るとトークン・ブースがあり、階段で45番ロード-23丁目交差点の北西角と南西角に降りることができる。
以前は北東角・南東角に降りる階段もあったが、2011年6月にクイーンズ・ブールバード線とクロスタウン線への改札内乗換通路になった。
P.S.1コンテンポラリー・アート・センターは当駅近くの46番街-ジャクソン・アベニューにある。

### ポップカルチャーにて
- 1996年のバリー・レヴィンソンのドラマ『スリーパーズ』に登場人物のロレンツォ・"シェイクス"・カーカテラとマイケル・サリバンが当駅で出会うシーンが登場する。
- 1988年のコメディ『3人のゴースト』には、主人公フランクの秘書が息子のタイニー・ティムと一緒に高架ホームから出てくるシーンで登場する。

### 画像

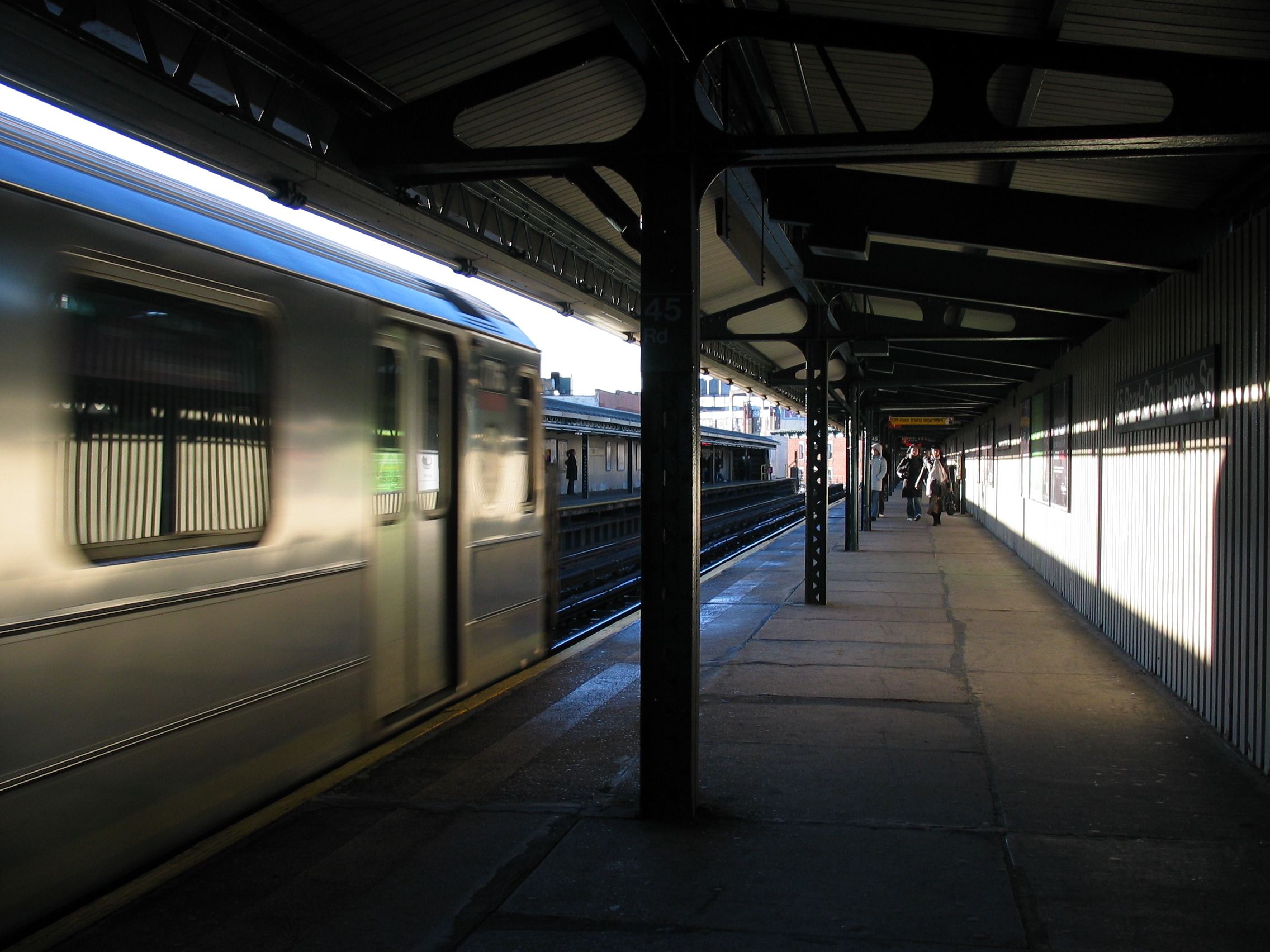
改装前のマンハッタン方面ホームを南側から見る
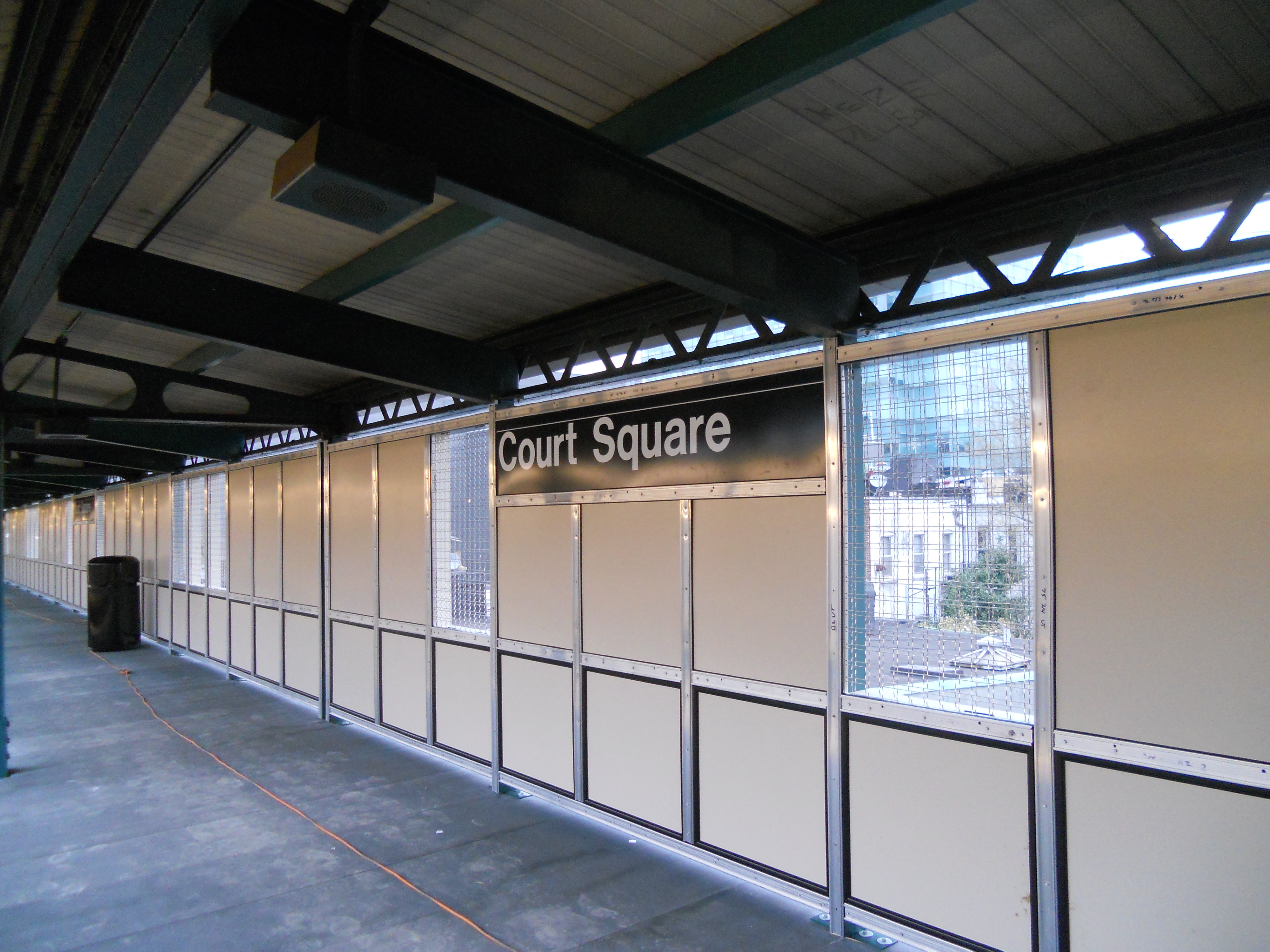
改装後のホーム（屋根が追設された部分）
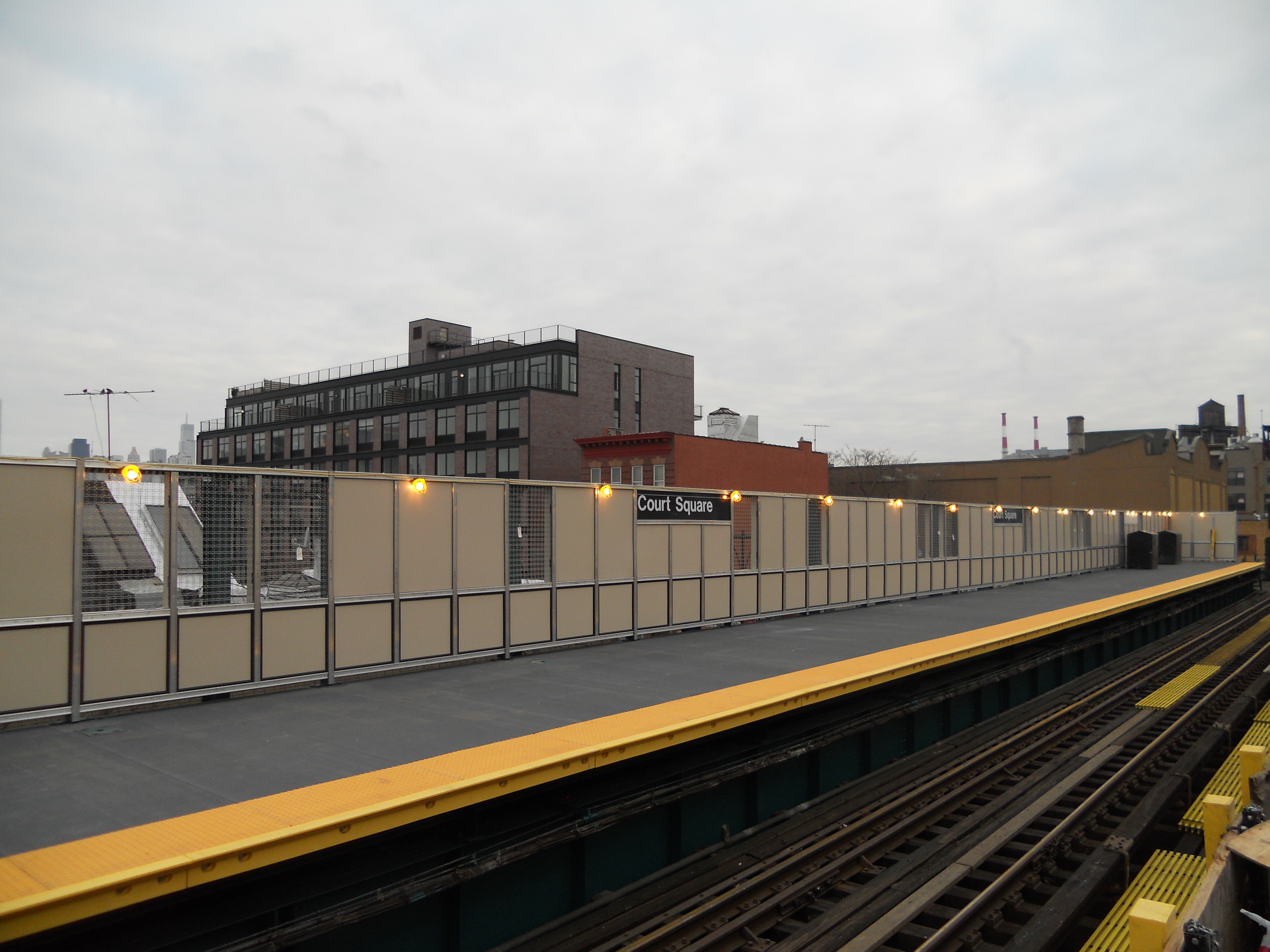
改装後のホーム（屋根のない部分）
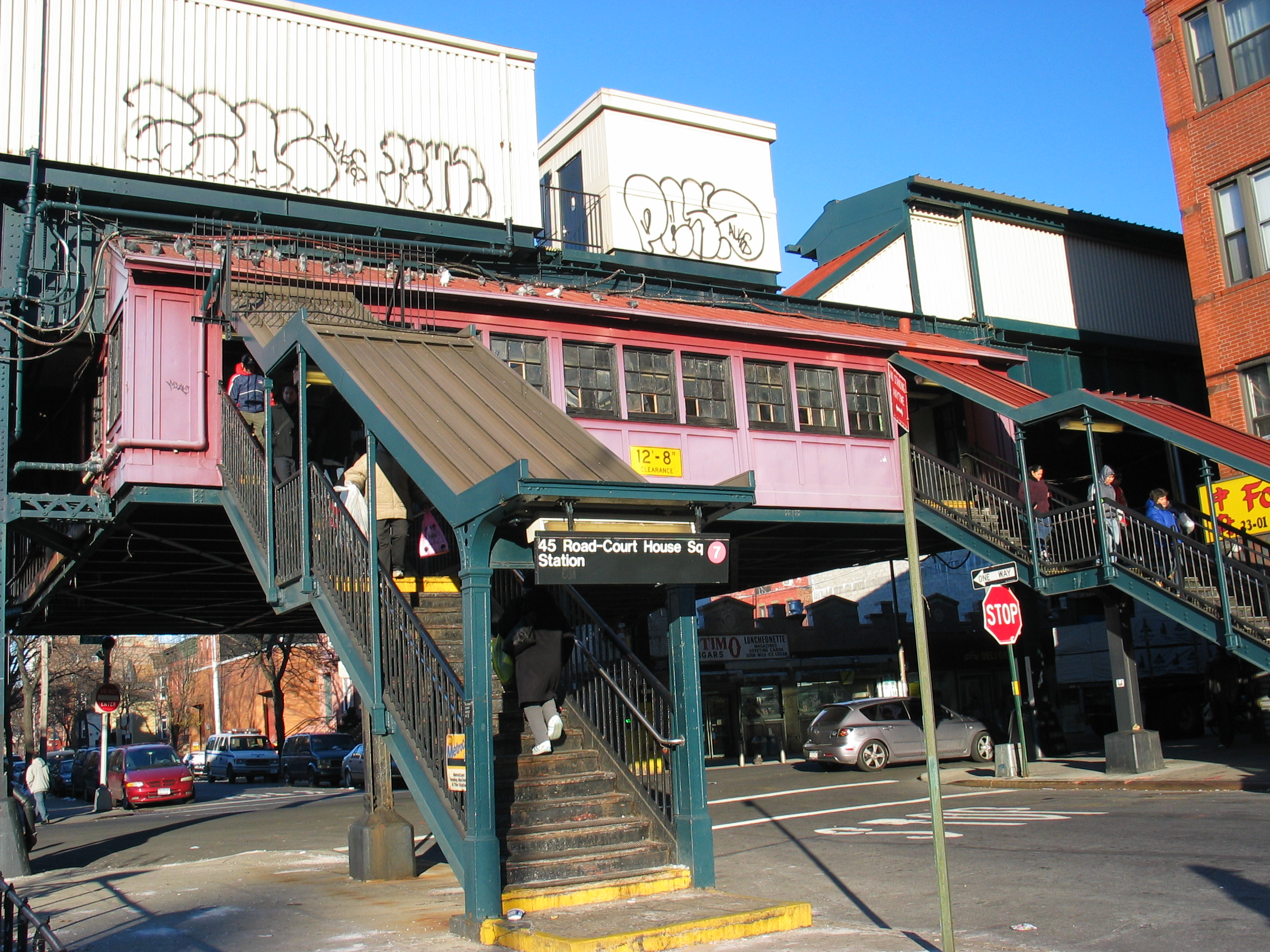
駅エントランス（2005年）。IND各線への直接連絡通路が建設される前の様子。
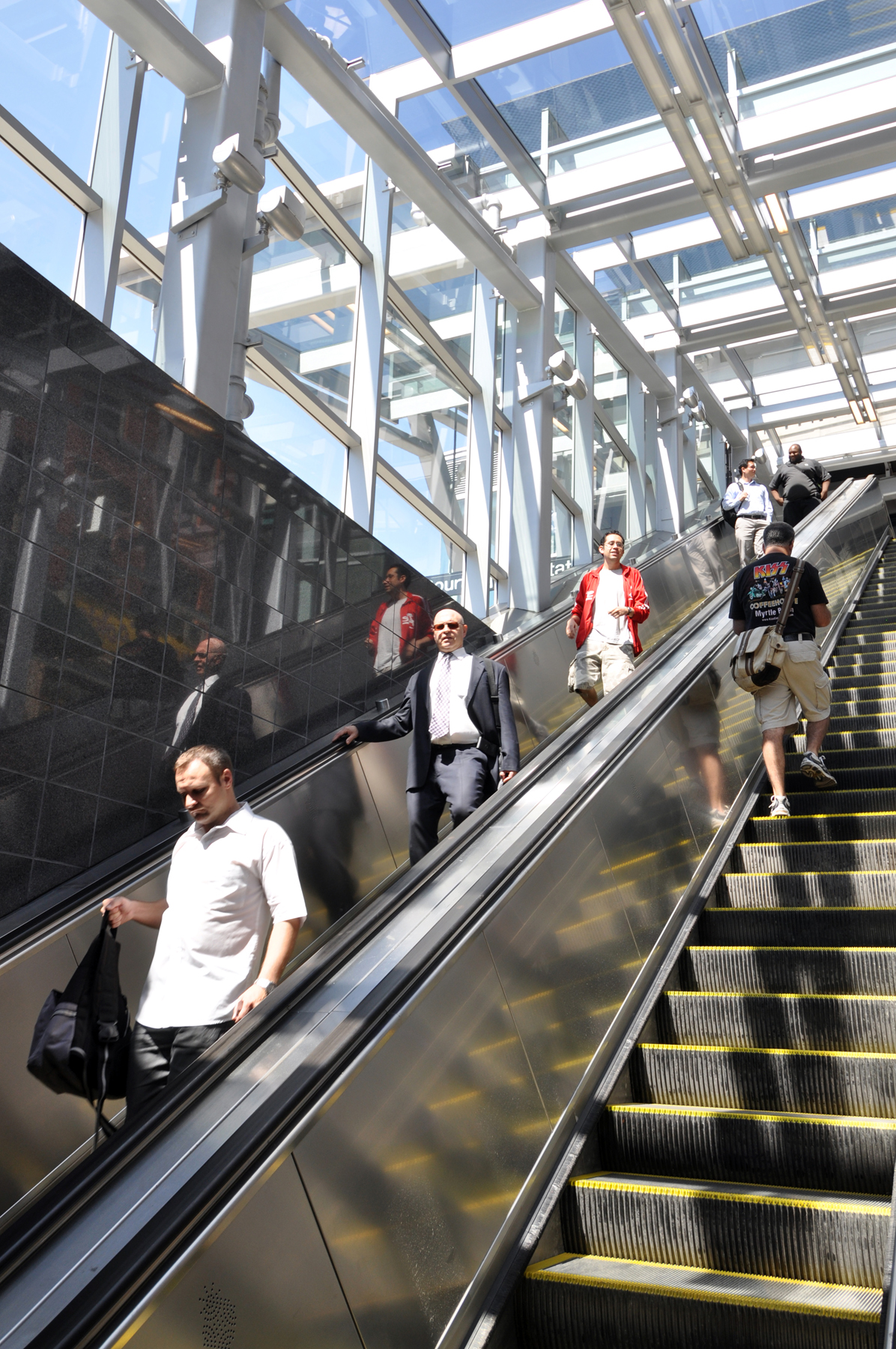
フラッシング線ホームへのエスカレーター

## INDクイーンズ・ブールバード線
INDクイーンズ・ブールバード線コート・スクエア-23丁目駅（コート・スクエア-23ちょうめえき、英語: Court Square–23rd Street）は相対式ホーム2面2線の地下駅である。21丁目と23丁目の間の44番ドライブ沿いにあり、同線のクイーンズ区内最西端の駅である。1931年から1933年にかけて、ルーズベルト・アベニュー駅までの東側区間の一部として建設されていたが、まだ周辺の輸送需要が少なかったことから未完成のままであった。その後、沿線地域での商工業が発展してきたことに伴い完成させることになった。クイーンズ・ブールバード線の初期開業区間やクロスタウン線の開業から6年遅れる1939年8月28日に23丁目-エリー・アベニュー駅（23rd Street–Ely Avenue）という駅名で開業した。エリー・アベニューは20世紀初頭まで23丁目の名前であった。 

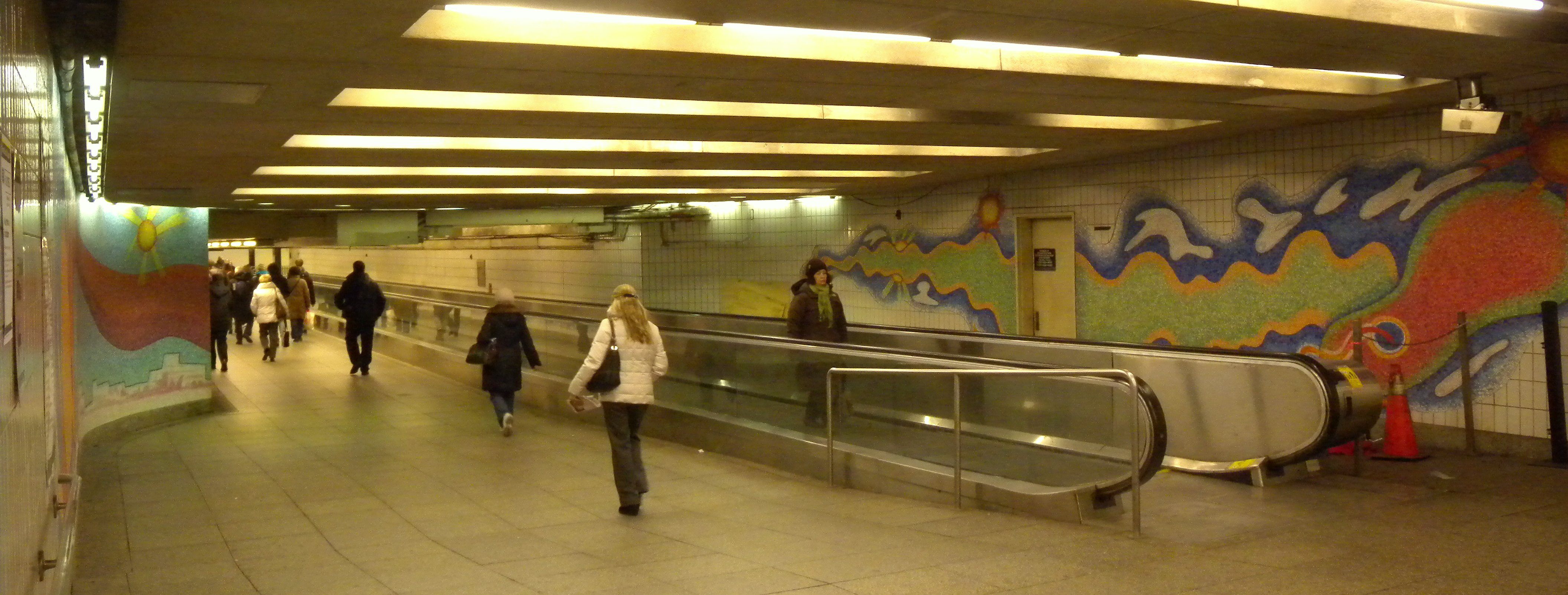
動く歩道

ホーム壁面には黒い縁取りのスカーレットレーキの横線が引かれており、黒と茶色の地に白のサンセリフ体で "23RD ST. – ELY AVE." とレタリングを施した駅名標がスカーレットレーキの縁に合わせて取り付けられている、横線と駅名標の下には小さな方向標記があり、"23RD" と "ELY" の駅名が黒い縁取りの白いレタリングで交互に描かれている。ホームには等間隔で赤い I 形鋼の柱が建っており、1本おきに黒地に白のレタリングを施した駅名標が取り付けられている。
駅にはエントランス/出口が三つあり、終日営業しているのは北端の出口である。各ホームから階段を上ってホーム間連絡通路に出ると、マンハッタン方面ホーム側に出場専用自動改札機と通常の自動改札機が各1台あり、階段で44番ドライブ-23丁目交差点の北東角に出ることができる。ホーム間連絡通路のフォレスト・ヒルズ方面ホーム側にはINDクロスタウン線ホームへの長い連絡通路がある。シティバンクがワン・コート・スクエアにオフィスタワーを建設した際、通路は二手に分かれて自動改札機とトークン・ブース、階段2本を備えた終日営業の改札口が設けられた。一つはエスカレーター2本を備え44番ドライブ南側のシティバンクのオフィスタワー構内に直接出ることができ、もう一つは平日のみ営業でワン・コート・スクエアのエントランスプラザに出ることができた。エスカレーターのセットは通りに出る階段とは反対にビルのロビーに出るようになっていた。改札口には日が差し込み、通路にはニューヨーク市地下鉄で唯一の動く歩道が設置された。これらは2001年12月にG系統が平日に当駅止めになるのに合わせて導入された。
二つ目の改札は南端（地図上は西端）にあり、ホームから1人幅の階段を上がると鋼製フェンスで仕切られたホーム間連絡通路に出る。マンハッタン方面側には自動改札機とトークン・ブースがあり、階段で21丁目-44番ドライブ交差点の北東角に出ることができる。一方、クイーンズ方面側には出場専用自動改札機が2台あり、階段で21丁目-44番ドライブ交差点の南東角に出るでることができる。いずれの改札口にも、INDスタイルの方向案内用モザイクが設けられている。
当駅には芸術作品が2点展示されている。1点は1992年にフランク・オルト（Frank Olt）が制作した Temple Quad Reliefs で、ガラスモザイクと陶製タイルで構成されておりホーム壁面に展示されている。もう1点は2001年にエリザベス・マレー（Elizabeth Murray）が制作した Streams で、ガラスモザイクからなり乗換通路の壁面に展示されている。

### 画像

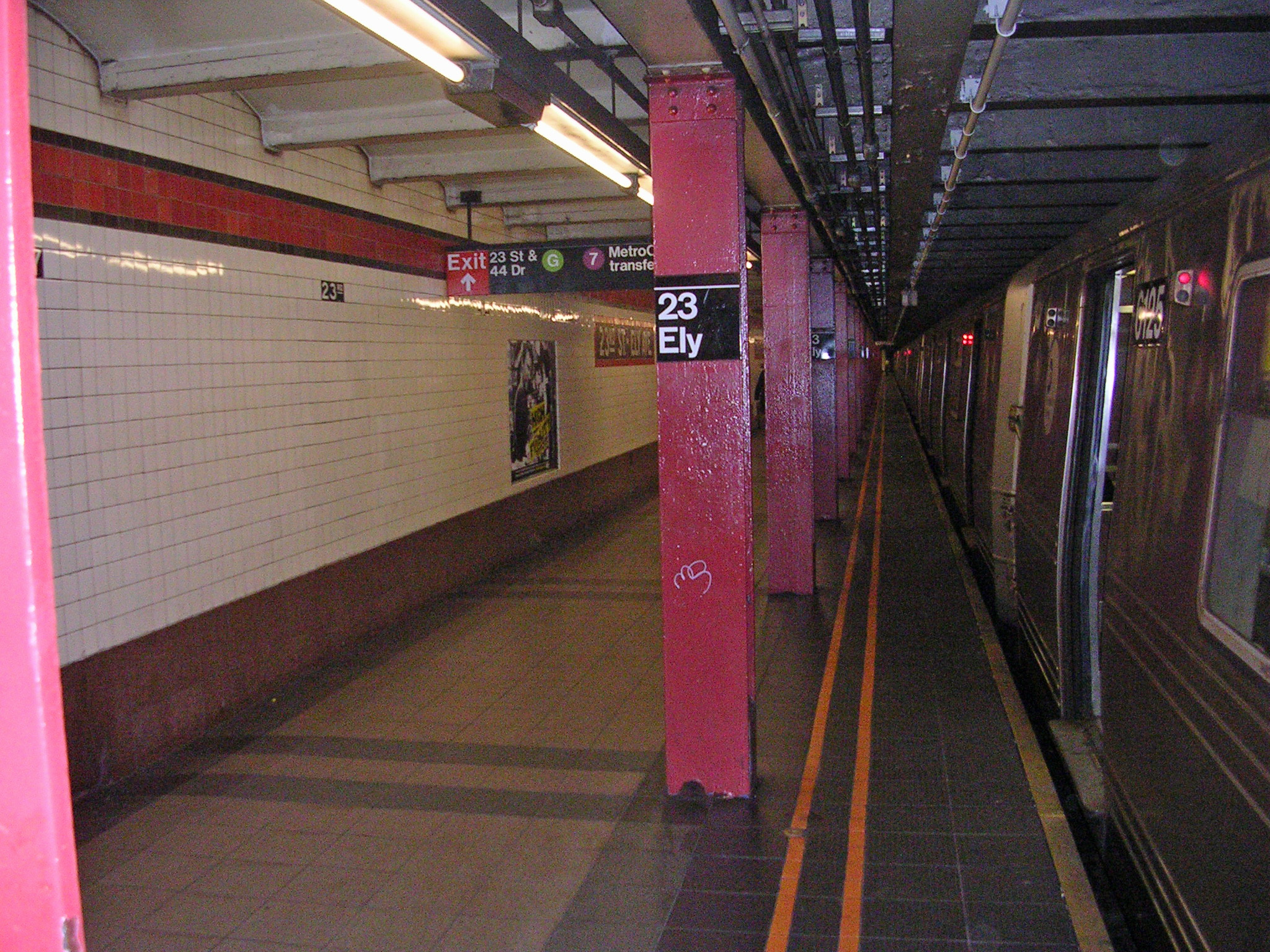
23丁目-エリー・アベニュー駅時代のマンハッタン方面ホーム
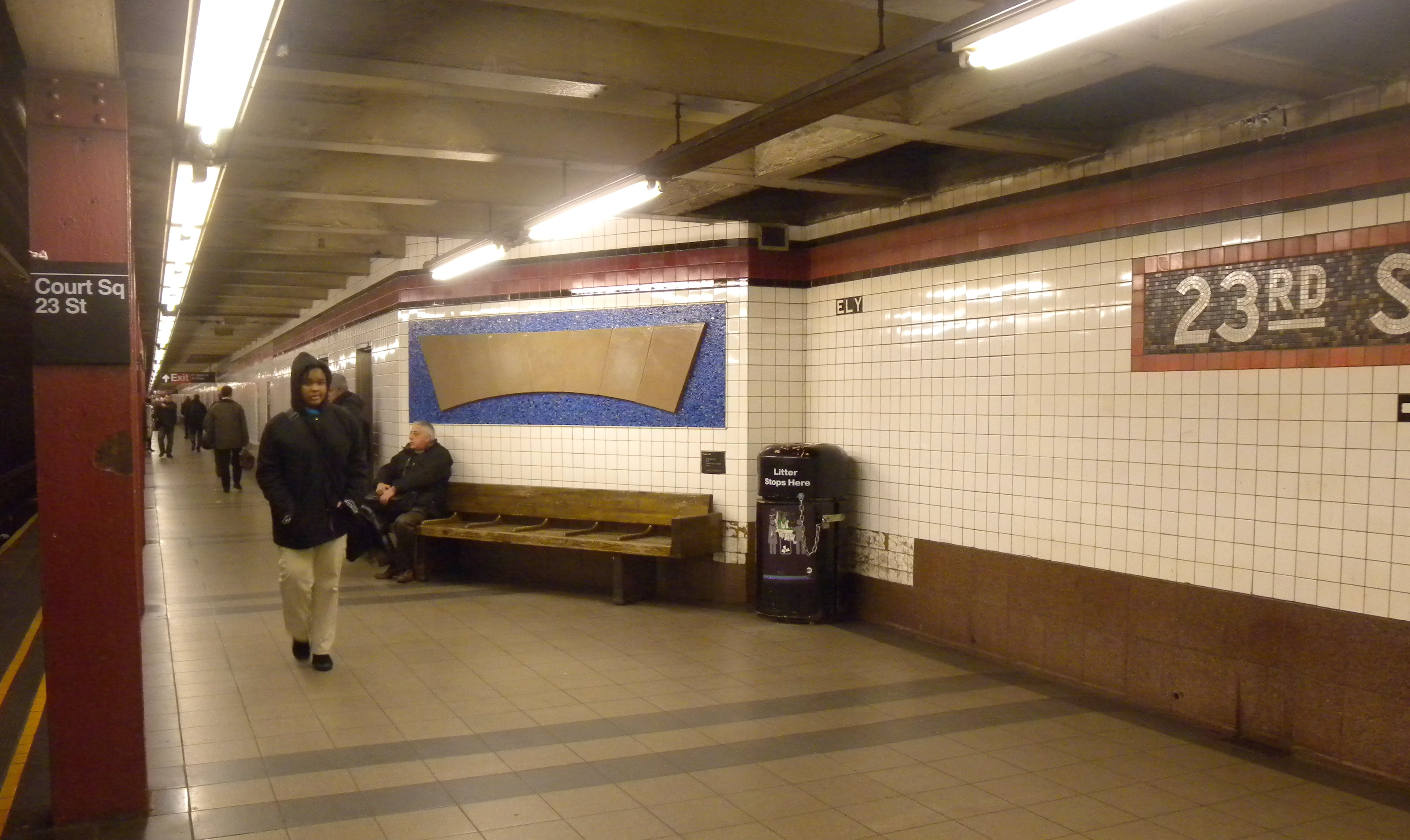
書体がヘルベチカになった駅名標と "Ely" のモザイク（マンハッタン方面ホーム）

## INDクロスタウン線
INDクロスタウン線コート・スクエア駅（Court Square）は島式ホーム1面2線の地下駅で、1933年8月19日に開業した。G系統の北端駅で、終日発着している。
G系統は当駅止めだが、線路は北に続いておりクイーンズ・プラザ駅の南でクイーンズ・ブールバード線の本線に合流している。この区間は現在定期列車は運行されていないが、2010年4月19日まではフォレスト・ヒルズ-71番街駅までの列車が多数運転されていた。
ホーム壁面の上端には黒い縁取りの緑色の帯が描かれており、その下に黒地に白で "COURT SQ" とレタリングを施した小さな駅名標が取り付けられている。ホーム両脇には緑色の I 形鋼の柱が等間隔で並んでいる。
ホームからメザニンに上がる階段が3本あり、メザニンにはクイーンズ・ブールバード線への改札内連絡通路が設けられている。改札口はいずれも無人で、自動改札機だけが設けられている。メイン改札にはジャクソン・アベニュー-コート・スクエア交差点の南西角に出る階段がある。2001年12月にクイーンズ・ブールバード線が63丁目連絡線でIND63丁目線と接続された際、メザニンの北端に無人改札口が新設されてIRTフラッシング線との改札外乗換ができるようになった。ピアソン・ストリートのジャクソン・アベニュー北側寄りに階段が設けられてIRTの駅から直接外に出られるようになった。 2011年6月にはこの乗換口には囲いが設けられて改札内乗換ができるようになり、エスカレーター2本とエレベータ1基が新設され、さらに階段1本で両駅にアクセスできるようになった。ただし、ADA対応なのはフラッシング線のみで、クロスタウン線は今後対応の予定である。

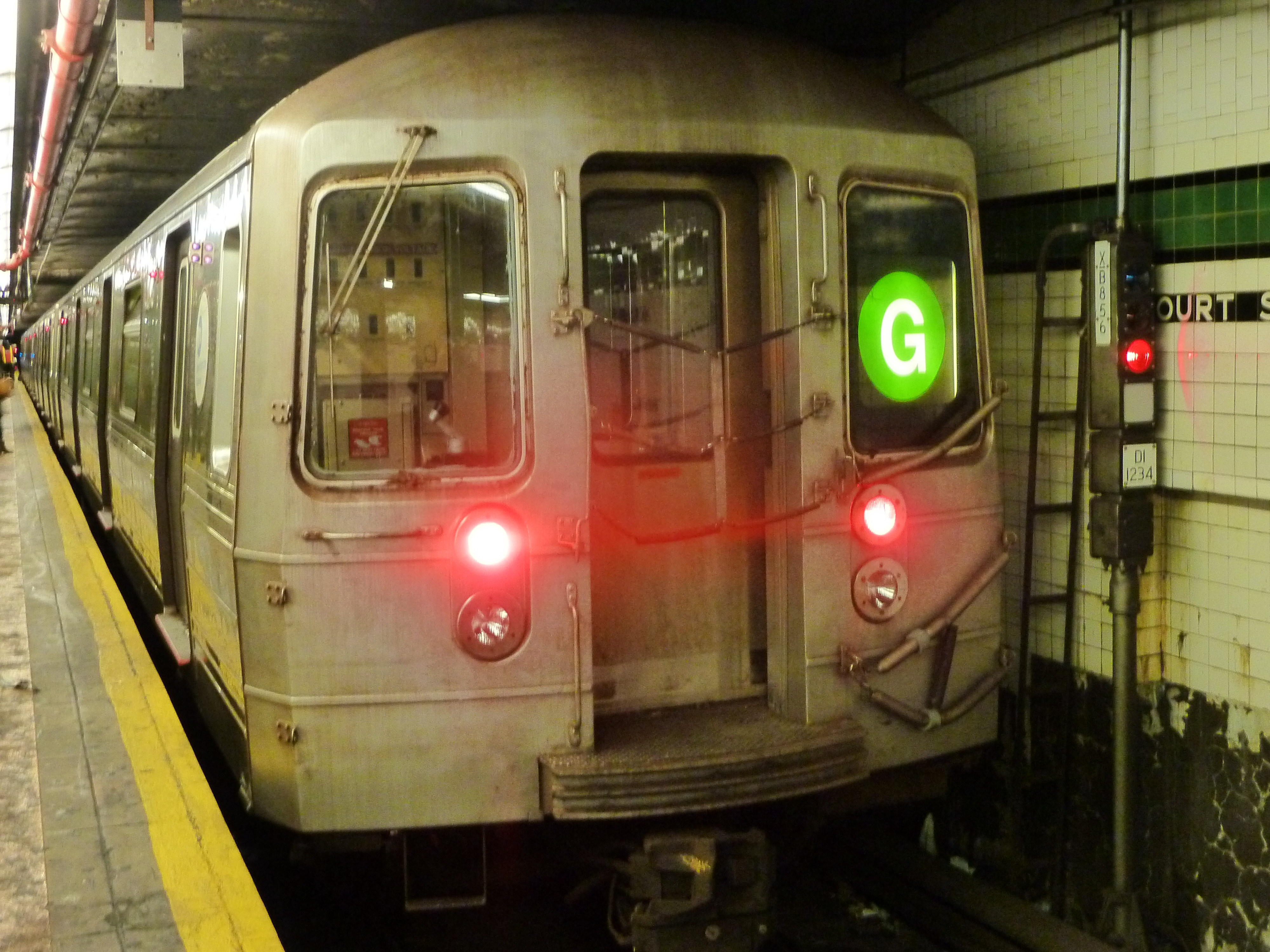
クロスタウン線ホームのG系統 R68電車。